# Liste der Ehrenbürger von Zwickau
Ehrenbürger von Zwickau werden vom Zwickauer Stadtrat bestimmt.
Die Satzung über Ehrungen und Auszeichnungen der Stadt Zwickau legt in ihrem Paragraphen 2 fest:

„Der Stadtrat kann an Personen, die die Entwicklung der Stadt Zwickau in herausragender Weise und über einen längeren Zeitraum beeinflusst und sich damit besondere Verdienste erworben haben, sowie Personen, die durch ihr Engagement und herausragendes Wirken für die Stadt Zwickau und ihre Bürger eine langjährige spürbare Verbesserung der Lebensverhältnisse erreicht haben und/oder zur Mehrung des Ansehens der Stadt Zwickau im In- und/oder Ausland beigetragen haben, das Ehrenbürgerrecht verleihen.“

Nach Paragraph 7 der Satzung erlischt die Ehrenbürgerschaft mit dem Tod oder durch Aberkennung aus einem wichtigen Grund.

## Die aktuellen Ehrenbürger der Stadt Zwickau
| #  | Name             | Geburtsjahr, -ort              | Datum der Verleihung | Beruf/Auszeichnungsgrund | Bild |
| -- | ---------------- | ------------------------------ | -------------------- | --- | ---- |
| 39 | Jürgen Croy      | 1946 in Zwickau                | 1976, 26. August     | Fußballtorwart (Rekordtorwart der DDR-Nationalmannschaft), Sportlehrer, Geschäftsführer der Kultur Tourismus und Messebetriebe Zwickau GmbH, für seine sportlichen Leistungen: 94-facher DDR-Fußballnationaltorhüter, olympisches Gold 1976 und Bronze 1972, DDR-Fußballer des Jahres 1972, 1976 und 1978, 1975 mit der Oberligamannschaft BSG Sachsenring Zwickau Fußballpokalsieger und Einzug ins Europapokal-Halbfinale |      |
| 50 | Rainer Eichhorn  | 1950 in Zwickau                | 2003, 11. Januar     | Oberbürgermeister (1990–2001), Architekt und Politiker, Verdienste um die Entwicklung Zwickaus |      |
| 49 | Erwin Killat     | 1933                           | 2002, 11. Januar     | Bürgerrechtler in der DDR, Vertreter des Neuen Forums am Runden Tisch, große Verdienste für die Friedensbewegung, heute Sprecher des Bündnisses für Demokratie und Toleranz, Sitz im Stadtparlament |      |
| 52 | Bernd-Lutz Lange | 1944 in Ebersbach, heute Löbau | 2019, 10. Januar     | Buchautor und Kabarettist, einer der Sechs von Leipzig vom 9. Oktober 1989 |      |

## Die ehemaligen Ehrenbürger der Stadt Zwickau
Hinweis: Standardsortierung nach Nachname; alle Spalten auf- und absteigend sortierbar; Nummerierung # nach Jahr der Vergabe.
| Nr. der Verleihung | Name                             | Lebensdaten          | Jahr der Verleihung | Beruf/Funktionsgrund der Verleihung | Bild |
| ------------------ | -------------------------------- | -------------------- | ------------------- | --- | ---- |
| 30                 | Alfred Baumann                   | 1900–1973            | 1950                | Bergarbeiter |      |
| 37                 | Otto Bernstein                   | 1882–1965            | 1963                | Schlosser |      |
| 16                 | Otto von Bismarck                | 1815–1898            | 1895                | Reichskanzler |      |
| 2                  | Robert Blum                      | 1807–1848            | 1848                | Politiker |      |
| 23                 | Heinrich Braun                   | 1862–1934            | 1926                | Chirurg |      |
| 7                  | Karl Ferdinand Bräunig           | 1803–1862            | 1862                | Superintendent, Förderer des Schulwesens |      |
| 10                 | August Breithaupt                | 1791–1873            | 1872                | Mineraloge |      |
| 18                 | Ernst Bülau                      | 1843–1921            | 1902                | Rechtsanwalt |      |
| 12                 | Otto Ferdinand Caspari           | 1813–1886            | 1880                | Bürgermeister |      |
| 36                 | Felix Döhler                     | 1875–1960            | 1955                | Schlosser |      |
| 6                  | Gotthilf Ferdinand Döhner        | 1790–1866            | 1860                | Kirchen- und Schulrat |      |
| 13                 | Karl Friedrich Ebert d. Ä.       | 1813–1883            | 1882                | Ökonom |      |
| 34                 | Franz Franik                     | 1907–1975            | 1952                | Bergmann |      |
| 45                 | Rolf Fränkel                     | 1908–2001            | 1998                | Kieferorthopäde |      |
| 4                  | Richard von Friesen              | 1808–1884            | 1858                | Kreisdirektor und Staatsminister |      |
| 8                  | Karl Friedrich Emil Gutwasser    | 1809–1877            | 1865                | Bau- und Brandversicherungsinspektor |      |
| 46                 | Carl Horst Hahn                  | 1926–2023            | 1998                | Manager in der Automobilindustrie, ehem. Vorstandsvorsitzender der Volkswagen AG, Honorarprofessor an der Westsächsischen Hochschule Zwickau, für wesentlichen Anteil am Aufbau modernster Automobilproduktion in der Region Chemnitz/Zwickau             |      |
| 15                 | Bernhard von Hausen              | 1835–1893            | 1890                | Kreishauptmann |      |
| 31                 | Paul Heilmann                    | 1888–1954            | 1950                | Pathologe |      |
| 52                 | Siegfried Heinze                 | 1941–11. August 2012 | 2009                | Geschäftsführer mit großen Verdiensten um den Wiederaufbau von Schloss Osterstein und Kornhaus |      |
| 20                 | Friedrich August Hentschel       | 1835–1920            | 1903                | Bankier |      |
| 25                 | Paul von Hindenburg              | 1847–1934            | 1933                | Reichspräsident |      |
| 26                 | Adolf Hitler                     | 1889–1945            | 1933                | Reichskanzler |      |
| 29                 | August Horch                     | 1868–1951            | 1939                | Ingenieur, Automobilbauer und Gründer der Horch- und Audi-Werke in Zwickau |      |
| 21                 | Karl Keil                        | 1861–1920            | 1919                | Oberbürgermeister in Zwickau von 1898 bis 1919, Landtagsabgeordneter 1899–1918 |      |
| 41                 | Harald Kreibich                  | 1912–1996            | 1983                | Facharzt und Chefarzt Heinrich-Braun-Krankenhaus Zwickau |      |
| 24                 | Martin Kreisig                   | 1856–1940            | 1932                | Oberlehrer und Direktor des Robert-Schumann-Museums |      |
| 35                 | Maria Krowicki                   | 1909–1995            | 1952                | Lehrerin |      |
| 39                 | Karl Laux                        | 1896–1978            | 1972                | Musikwissenschaftler |      |
| 1                  | Friedrich Christian von Liebenau | 1764–1832            | 1832                | Oberst und Kommandeur |      |
| 47                 | Tatjana Lietz                    | 1916–2001            | 1998                | Malerin, Sprach- und Kunstlehrerin |      |
| 22                 | Paul Ferdinand Lorenz            | 1850–1935            | 1921                | Kunst- und Handelsgärtner |      |
| 5                  | Karl Georg Julius von Mangoldt   | 1795–1870            | 1860                | Appellationsgerichtspräsident |      |
| 49                 | Günter Mieth                     | 1929–2018            | 2000, 7. Januar     | ehem. Superintendent (1970–1994) des Ev.-Luth. Kirchenbezirks Zwickau, große Verdienste bei den politischen und gesellschaftlichen Umwälzungen in der Wendezeit 1989/90 in Zwickau, eröffnete am 19. Dezember 1989 den ersten „Runden Tisch“ in der Stadt |      |
| 27                 | Martin Mutschmann                | 1879–1947            | 1933                | Reichsstatthalter |      |
| 3                  | Martin Gotthard Oberländer       | 1801–1868            | 18648               | Vizebürgermeister und Innenminister |      |
| 42                 | Walter Oelschlegel               | 1909–2001            | 1984                | Weber |      |
| 30                 | Max Pechstein                    | 1881–1955            | 1947                | Maler und Grafiker, berühmter Sohn der Stadt |      |
| 48                 | Ferdinand Piëch                  | 1937–2019            | 1999                | ehem. Vorstandsvorsitzender der Volkswagen AG (1993–2002), ab 2002 Vorsitzender des Aufsichtsrates, für seinen herausragenden Beitrag zur Erhaltung des Automobilbaustandortes Zwickau                                                                    |      |
| 44                 | Werner-Hans Schlegel             | 1915–2003            | 1996                | Maler und Grafiker |      |
| 38                 | Gustav Seifried                  | 1904–1985            | 1969                | Oberbürgermeister |      |
| 43                 | Hans Storck                      | 1912–2000            | 1987                | Kapellmeister und Generalmusikdirektor |      |
| 14                 | Lothar Streit                    | 1823–1898            | 1885                | Oberbürgermeister |      |
| 28                 | Fritz Tittmann                   | 1898–1945            | 1936                | Reichshauptamtsleiter |      |
| 11                 | Bernhard von Uhde                | 1817–1883            | 1874                | Kreisdirektionsvorsitzender |      |
| 17                 | Josef Edmund Urban               | 1828–1900            | 1896                | Bürgermeister |      |
| 36                 | Georg Wagner                     | 1875–1962            | 1961                | Zimmermann |      |
| 9                  | Georg Rudolph von Welck          | 1796–1875            | 1869                | Amtshauptmann |      |
| 19                 | Franz Hermann Wolf               | 1845–1906            | 1902                | Baumeister |      |
| 32                 | Kurt Wolf                        | 1908–1990            | 1950                | Maurer |      |
| Nr. der Verleihung | Name                             | Lebensdaten          | Jahr der Verleihung | Beruf/Funktionsgrund der Verleihung | Bild |